# Special Warfare Insignia

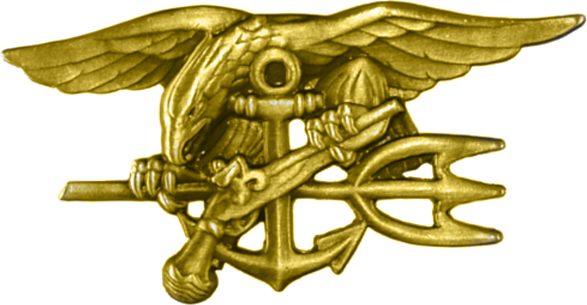
Das Special Warfare Insignia wird an der Dienst- und Ausgehuniform auf der linken Brustseite getragen

Das Special Warfare Insignia, offiziell auch SEAL Trident, aber innerhalb der US Navy meist nur The Budweiser (dt. „Das Budweiser“) genannt, ist das Qualifikations- und Tätigkeitsabzeichen der US Navy SEALs. Das SEAL Trident gilt als eines der seltensten und begehrtesten Qualifikationsabzeichen der US-Streitkräfte. 
Zurzeit gibt es rund 2.000 aktive Träger.

## Geschichte

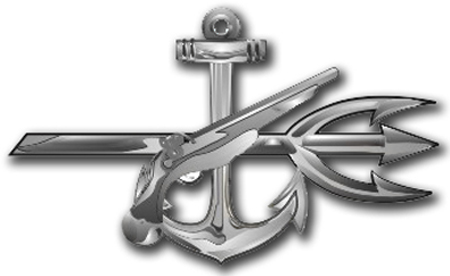
Special Warfare Operator (SO) Rating Badge, ersetzt das Special Warfare Insignia beim Kampfanzug, wird im Einsatz aber nicht getragen

Es wurde erstmals in den 1970er Jahren während des Vietnamkrieges ausgegeben, um die 1962 aufgestellte Spezialeinheit auch äußerlich von den Underwater Demolition Teams, aus denen sie hervorging, abzugrenzen.

## Beschreibung
Das Special Warfare Insignia (dt. „Abzeichen für spezielle Kriegführung“) besteht aus einem goldenen Adler mit einem Marineanker, Dreizack und einer Pistole in seinen Klauen. Das Ensemble wird als successor badge (dt. „Erfolgreich-Durchlaufen-Abzeichen“) angesehen, in Anlehnung an das Underwater Demolition Badge der Waffentaucher. Das Abzeichen soll die triphibische Verwendbarkeit und den daraus resultierenden Namen der SEALs symbolisieren, See, Luft und Land. Der Anker zeigt die Zugehörigkeit zur Navy, der Adler die Sprungtauglichkeit, die Harpune oder der Dreizack weisen auf die Kampf- und Waffentaucherfähigkeit hin und die Pistole auf die Kommandofähigkeit an Land.

## Vergabevoraussetzungen
Um das Special Warfare Insignia zu erhalten, muss der Kandidat zuvor erfolgreich die Ausbildung der Navy SEALs, das Basic Underwater Demolitions/SEAL training (BUD/S) (dt. „Unterwasserzerstörungsgrundkurs/SEAL“) und das SEAL Qualification Training (dt. „SEAL-Qualifizierungskurs“) durchlaufen haben. Erst dann ist er ein vollwertig einsetzbarer Kampfschwimmer und Kommandosoldat, wird zu einem Navy SEAL Team oder Special Delivery Vehicle (SDV) Team abkommandiert und ist berechtigt, das Abzeichen zu tragen. 

## Stufen
Ursprünglich hatte das Abzeichen zwei Stufen, eine in Gold für Offiziere und eine in Silber für alle Unteroffiziere und Mannschaften. In den 1970er Jahren wurde das Silberabzeichen abgeschafft und das goldene als Special Warfare Badge eingeführt. Dies begründet seine einzigartige Stellung innerhalb der Navy, da es ansonsten immer eine Zweiteilung bei Qualifikationsabzeichen gibt. Dies soll unabhängig vom Rang die Verbundenheit der SEALs nach außen dokumentieren und darstellen, dass Offiziere und Mannschaften nur gemeinsam erfolgreich durch den äußerst selektiven SEAL-Qualifizierungskurs gehen.

## Verwendung des Abzeichens
Ein berechtigter Soldat erhält das Abzeichen und wird in die US Navy Ratings (Warfare Qualification) (dt. „Verwendungsbezeichnungen (Kriegführungsqualifikation)“) aufgenommen und ist berechtigt, die Tätigkeitsbezeichnung SEAL nach seiner rating designator (dt. „Verwendungsbezeichnungen“) zu führen. Im Jahr 2006 wurden alle SEAL-Einsatzkräfte als Special Operator (SO) neu eingestuft, das bedeutet zum Beispiel, dass die Tätigkeitsbezeichnung jetzt SO2 statt MM2 lautet. Da es über zwanzig verschiedene Qualifizierungen innerhalb der SEAL-Verwendungsgruppe gibt, diese aber nicht geändert wurden, werden die alten Nummern einfach dem Präfix SO nachgestellt.
Die Gemeinde der aktiven und ehemaligen SEALs sieht sich einem wachsenden und inflationären Abzeichenhandel und -gebrauch von unberechtigten Personen gegenüber, der aber zu ihrem Leidwesen beim Tragen in Kombination mit Zivilkleidung nicht illegal ist. Einige Veteranenorganisationen befassen sich mit dem Verfolgen, Dokumentieren und öffentlichen Anprangern von unberechtigten Trägern.

## Spitzname
Da das Special Warfare Insignia nur an erfolgreiche Absolventen des Basic Underwater Demolitions/SEAL training (BUD/S) vergeben wird, sich die Abkürzung BUD/S aber genauso wie die landläufige Kurzbezeichnung eines Budweiserbieres anhört, entstand der ironische Spitzname The Bud (dt. „Das Budweiser(abzeichen)“). 